# Пероз II (кушаншах)

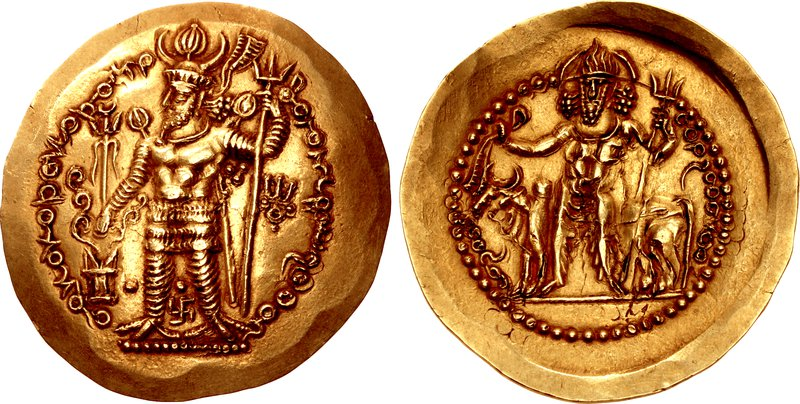
Монета Пероза II

Пероз II (д/н — 330) — 5-й кушаншах у 303—330 роках. Його ім'я зі середньоперської мови перекладається як «Переможець».

## Життєпис
Походив з династії Сасанідів. Про батьків достеменні відомості відсутні. За різними версіями був сином шахиншаха Ормізда II або кушаншаха Ормізда II.
Посів трон 303 року. За його панування починається поступовий занепад держави, оскільки було втарчено вплив на Тарим, Фергану, Чач, північну Трансоксіану. Втім продовжив карбування власної золотої та мідної монети за кушанським і сасанідським зразками. Намагався зміцнити державу, щопостраждала в попередні часи заворушень. Для цього відмовився від намагань здобути незалежність відПерсії, що відбилося уприйнятті титулу «великий кушаншах» замість «великий шахиншах кушан». До кінця панування вдалосязагалом відродити економічну потугу, але залежність від перського шахиншаха посилилася.
Помер 330 року. Йому спадкував син Бахрам.